# Monumento Manto de María
El Monumento Manto de María Divina Pastora es una estructura monumental dedicada a la Virgen María bajo la advocación de la Divina Pastora, considerada como la patrona del estado Lara, Venezuela. El monumento fue inaugurado el 13 de enero de 2016 como un regalo de la procesión número 160 en la ciudad. La procesión se realiza cada 14 de enero desde 1856.

## Descripción
Está dedicado a la patrona de esa ciudad, la Divina Pastora de Barquisimeto. Tiene 63 metros de altura hasta el puente y 47,17 metros sólo la escultura; fue concebido para ser el monumento dedicado a la Virgen María más grande de Venezuela y del mundo. Supera al Monumento a la Virgen de la Paz que mide 46,72 metros. La obra fue diseñada por los arquitectos Orlando Perdomo, Rafael Vargas y Jorge Rodríguez y ejecutada un consorcio conformado por las empresas Constructora Tevial y Constructora Yamaro, contando con el liderazgo en campo de los ing. Rafael Figuera (Tevial) e ing. José Vázquez (Yamaro), así como la de los  ing. María Perozo (Yamaro), ing. José Rigio (Hormigones Bel), mientras que el diseño estructural correspondió a los ingenieros José Alfredo Morón y Ángel Delgado. El movimiento de tierra, vialidad, torres, puente y fosa fueron ejecutados por las empresas Yamaro y Tevial, mientras que la escultura la realizó la empresa Metalgabeli. La selección del área para su construcción se realizó con el apoyo del equipo profesional del Ministerio del Ambiente, INFRALARA e INVILARA, mientras que la  elaboración del Estudio de Impacto Ambiental estuvo a cargo de la empresa consultora Ambiental: Constructora 20 21, C.A. La obra se puede divisar desde 70 kilómetros de distancia.
Para la definición del icono de la virgen se utilizaron 3.772 piezas de tubo de aluminio de 25 cm de diámetro cada una, abarcando un ancho de 23.3 metros y 47.14 metros de altura.

## Historia
La construcción empezó en julio de 2014, después de que el gobierno del Estado Lara acordara su construcción en conjunto con el gobierno central de Venezuela y se destinaron recursos tanto del gobierno nacional como del regional. Los planes para su construcción fueron presentados en 2011. El sitio escogido para el monumento fue un cerro del sector Veragacha o El Vidrio, al este de Barquisimeto, denominado "Colina del Viento".
Para mediados de 2014 se había iniciado la construcción de la primera torre. Para finales de mayo de 2015, las torres superaban los 60 metros de altura. En septiembre de ese año la obra ya presentaba un avance del 80%, y podía verse desde distintos puntos de la región. Para finales de octubre y principios de noviembre, se procedió a ensamblar la obra cinética para ser inaugurada a mediados del mismo mes. La escultura fue completada en diciembre de 2015 y el resto de la obra llegaba a un 90% de construcción. Finalmente,  fue abierta al público en enero de 2016.

## Véase también

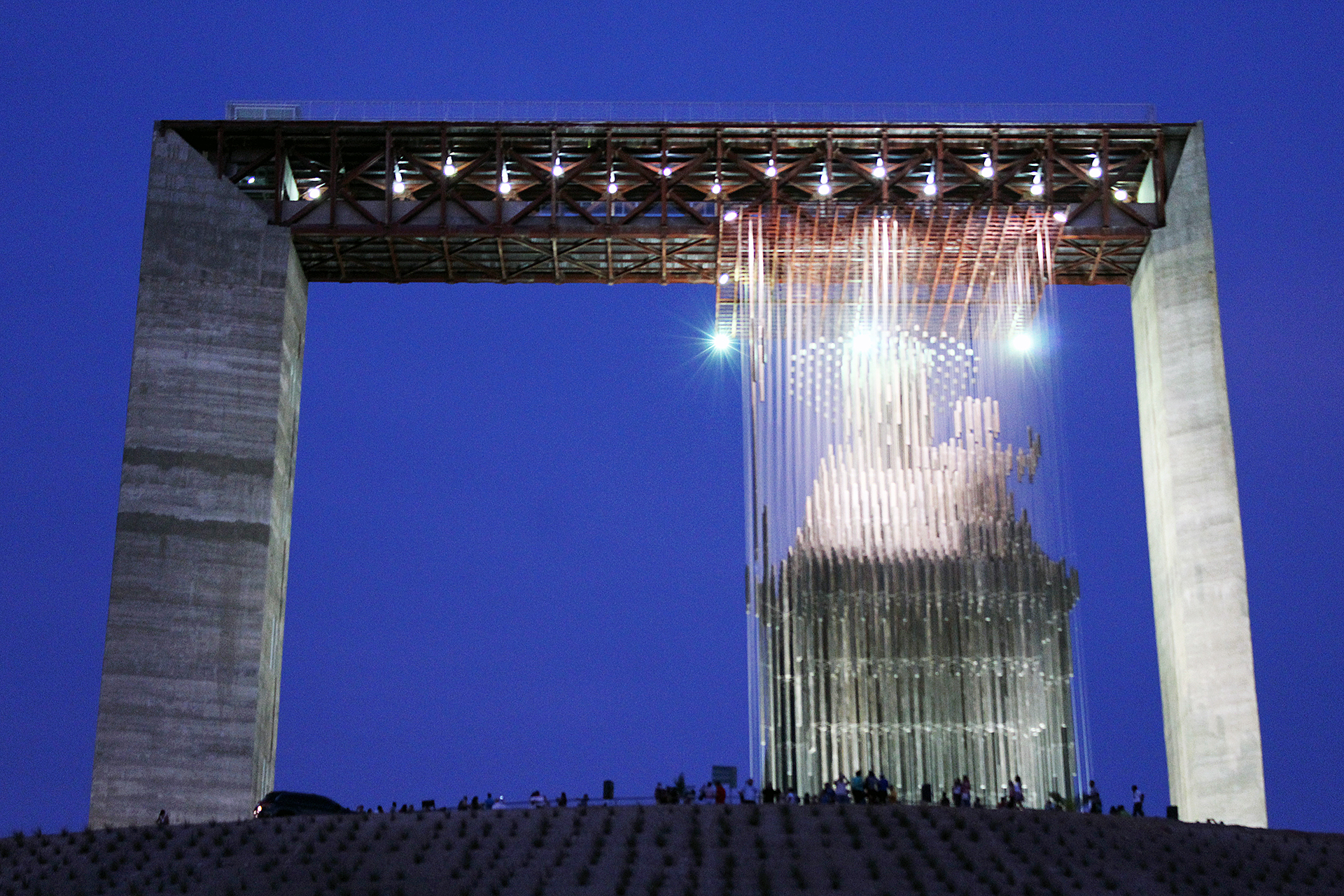
Monumento Manto de María en 2017.